# Кореща (село)
 Тази статия е за селото в Гърция.  За областта, в която се намира вижте Кореща.  
Корѐща (произношение в местния говор Корѐшча, на гръцки: Νέος Οικισμός, Неос Икисмос, в превод Ново село или Κορέστια, Корестия по името на областта Кореща) е село в Егейска Македония, Република Гърция, дем Костур, област Западна Македония.

## География
Селото е разположено на 12 километра северно от демовия център Костур, в областта Кореща (Корестия) на левия източен бряг на Рулската река (Бистрица).

## История
На практика е новото село на изоставените Габреш на десния бряг на Рулската река, Горно и Долно Дреновени и Чърновища на левия. Построено е в 60-те години на XX век, когато са издигнати 150 нови къщи. В преброяванията от 1971 и 1981 година е регистрирана без жители.
| Година    | 1913 | 1920 | 1928 | 1940 | 1951 | 1961 | 1971 | 1981 | 1991 | 2001 | 2011 | 2021 |
| --------- | ---- | ---- | ---- | ---- | ---- | ---- | ---- | ---- | ---- | ---- | ---- | ---- |
| Население |      |      |      |      |      |      |      |      | 218  | 420  | 363  | 302  |